# Islas Feroe en los Juegos Paralímpicos de Nueva York y Stoke Mandeville 1984
Las Islas Feroe estuvieron representadas en los Juegos Paralímpicos de Nueva York y Stoke Mandeville 1984 por tres deportistas, dos mujeres y un hombre. El equipo paralímpico no obtuvo ninguna medalla en estos Juegos.